# Winston Parks
Winston Antonio Parks Tifet (Puerto Limón, 12 ottobre 1981) è un ex calciatore costaricano, attaccante.

## Carriera

### Club
Esordisce in Costa Rica col Limonense nella stagione 2000-2001. Dopo essersi fatto notare ai Mondiali U-20, durante i quali è uno dei calciatori più apprezzati, nell'estate 2001 giocò con l'Udinese e nel 2002 fu venduto all'Ascoli. Nel 2003 passò alla Lokomotiv Mosca, e nel 2005 firma per il Saturn. Quindi passa dallo Slovan Liberec all'Alajuelense.
Nel 2008 è tornato in Europa e ha firmato per il club rumeno Politehnica Timişoara nell'estate 2008.  Parks ha esordito in trasferta contro l'FC Argeş, dove ha giocato solo un minuto. Ha segnato i suoi primi due gol contro il CS Otopeni in un pareggio per 2-2. In una trasferta al Gloria Bistriţa ha fatto la sua peggiore partita della sua carriera ed è stato criticato dal presidente Marian Iancu e lo ha messo in lista di trasferimento.
Il 13 agosto 2010 è stato ceduto in prestito all'FK Khazar Lankaran con l'opzione di acquistarlo alla fine della stagione. È stato il miglior marcatore della squadra nella stagione 2010-11.
Parks si è accasato al Baku dall'inizio della stagione 2011-12. Dopo 9 gol in 36 presenze in tutte le competizioni con il Baku, ha lasciato il club alla fine della stagione 2012/13.
Nel settembre 2013, Parks si è trasferito nella Primera División della Costa Rica, con l'Uruguay de Coronado.
In vista della stagione 2014 estiva, Parks è passato al Siquirreña, squadra di seconda divisione, e nell'estate 2014 è tornato nella sua città natale per giocare per Limón. Si  è accasato con i Santos de Guápiles nel gennaio 2015.

### Nazionale
Parks ha preso parte ai Campionati del Mondo Under 20 nel 1999 e 2001 in Nigeria e Argentina rispettivamente.
Successivamente è stato anche un membro della Nazionale maggiore della Costa Rica con la quale ha partecipato alla Coppa del Mondo FIFA del 2002 in Giappone e Corea del Sud, disputando due delle tre gare della squadra eliminata al primo turno, segnando il goal del definitivo 1-1 contro la Turchia all'86', dopo essere subentrato al 77'. Ha successivamente disputato la Gold Cup 2003. Dopo quel torneo non ne ha disputati ulteriori con la Nazionale costaricana, con un bilancio di 27 gare e 6 reti segnate tra il 2001 e il 2011.

## Statistiche

### Cronologia presenze e reti in nazionale
| Cronologia completa delle presenze e delle reti in nazionale ― Costa Rica | Cronologia completa delle presenze e delle reti in nazionale ― Costa Rica | Cronologia completa delle presenze e delle reti in nazionale ― Costa Rica | Cronologia completa delle presenze e delle reti in nazionale ― Costa Rica | Cronologia completa delle presenze e delle reti in nazionale ― Costa Rica | Cronologia completa delle presenze e delle reti in nazionale ― Costa Rica | Cronologia completa delle presenze e delle reti in nazionale ― Costa Rica | Cronologia completa delle presenze e delle reti in nazionale ― Costa Rica |
| Data                                                                      | Città                                                                     | In casa                                                                   | Risultato                                                                 | Ospiti                                                                    | Competizione                                                              | Reti                                                                      | Note                                                                      |
| ------------------------------------------------------------------------- | ------------------------------------------------------------------------- | ------------------------------------------------------------------------- | ------------------------------------------------------------------------- | ------------------------------------------------------------------------- | ------------------------------------------------------------------------- | ------------------------------------------------------------------------- | ------------------------------------------------------------------------- |
| 11-11-2001                                                                | Kingston                                                                  | Giamaica                                                                  | 0 – 1                                                                     | Costa Rica                                                                | Qual. Mondiali 2002                                                       | -                                                                         | 55’                                                                       |
| 17-4-2002                                                                 | Yokohama                                                                  | Giappone                                                                  | 1 – 1                                                                     | Costa Rica                                                                | Amichevole                                                                | 1                                                                         | 77’                                                                       |
| 20-4-2002                                                                 | Taegu                                                                     | Corea del Sud                                                             | 2 – 0                                                                     | Costa Rica                                                                | Amichevole                                                                | -                                                                         | 75’                                                                       |
| 9-5-2002                                                                  | San José                                                                  | Costa Rica                                                                | 1 – 2                                                                     | Colombia                                                                  | Amichevole                                                                | -                                                                         | 12’                                                                       |
| 26-5-2002                                                                 | Kumamoto                                                                  | Belgio                                                                    | 1 – 0                                                                     | Costa Rica                                                                | Amichevole                                                                | -                                                                         | 72’                                                                       |
| 9-6-2002                                                                  | Incheon                                                                   | Costa Rica                                                                | 1 – 1                                                                     | Turchia                                                                   | Mondiali 2002 - 1º turno                                                  | 1                                                                         | 77’                                                                       |
| 13-6-2002                                                                 | Suwon                                                                     | Costa Rica                                                                | 2 – 5                                                                     | Brasile                                                                   | Mondiali 2002 - 1º turno                                                  | -                                                                         | 74’                                                                       |
| 16-10-2002                                                                | San Juan de Tibás                                                         | Costa Rica                                                                | 1 – 1                                                                     | Ecuador                                                                   | Amichevole                                                                | -                                                                         | 61’                                                                       |
| 29-3-2003                                                                 | Alajuela                                                                  | Costa Rica                                                                | 2 – 1                                                                     | Paraguay                                                                  | Amichevole                                                                | 1                                                                         | 46’                                                                       |
| 30-4-2003                                                                 | Santiago del Cile                                                         | Cile                                                                      | 1 – 0                                                                     | Costa Rica                                                                | Amichevole                                                                | -                                                                         | 15’                                                                       |
| 11-7-2003                                                                 | Foxborough                                                                | Canada                                                                    | 1 – 0                                                                     | Costa Rica                                                                | Gold Cup 2003 - 1º turno                                                  | -                                                                         | 62’                                                                       |
| 15-7-2003                                                                 | Foxborough                                                                | Costa Rica                                                                | 3 – 0                                                                     | Cuba                                                                      | Gold Cup 2003 - 1º turno                                                  | -                                                                         |                                                                           |
| 19-7-2003                                                                 | Foxborough                                                                | Costa Rica                                                                | 5 – 2                                                                     | El Salvador                                                               | Gold Cup 2003 - Quarti di finale                                          | -                                                                         | 66’                                                                       |
| 24-7-2003                                                                 | Città del Messico                                                         | Messico                                                                   | 2 – 0                                                                     | Costa Rica                                                                | Gold Cup 2003 - Semifinale                                                | -                                                                         | 55’                                                                       |
| 26-7-2003                                                                 | Miami                                                                     | Stati Uniti                                                               | 3 – 2                                                                     | Costa Rica                                                                | Gold Cup 2003 - Finale 3º posto                                           | -                                                                         | 74’ 76’                                                                   |
| 4-6-2004                                                                  | San Carlos                                                                | Nicaragua                                                                 | 1 – 5                                                                     | Costa Rica                                                                | Amichevole                                                                | 2                                                                         | 46’                                                                       |
| 3-9-2005                                                                  | Panama                                                                    | Panama                                                                    | 1 – 3                                                                     | Costa Rica                                                                | Qual. Mondiali 2006                                                       | -                                                                         | 73’                                                                       |
| 8-10-2005                                                                 | San Juan de Tibás                                                         | Costa Rica                                                                | 3 – 0                                                                     | Stati Uniti                                                               | Qual. Mondiali 2006                                                       | -                                                                         | 76’                                                                       |
| 12-10-2005                                                                | Città del Guatemala                                                       | Guatemala                                                                 | 3 – 1                                                                     | Costa Rica                                                                | Qual. Mondiali 2006                                                       | -                                                                         |                                                                           |
| 1-3-2006                                                                  | Teheran                                                                   | Iran                                                                      | 3 – 2                                                                     | Costa Rica                                                                | Amichevole                                                                | -                                                                         |                                                                           |
| 26-5-2010                                                                 | Lens                                                                      | Francia                                                                   | 2 – 1                                                                     | Costa Rica                                                                | Amichevole                                                                | -                                                                         | 42’                                                                       |
| 1-6-2010                                                                  | Sion                                                                      | Svizzera                                                                  | 0 – 1                                                                     | Costa Rica                                                                | Amichevole                                                                | 1                                                                         | 81’                                                                       |
| 5-6-2010                                                                  | Bratislava                                                                | Slovacchia                                                                | 3 – 0                                                                     | Costa Rica                                                                | Amichevole                                                                | -                                                                         | 23’                                                                       |
| 6-9-2011                                                                  | Quito                                                                     | Ecuador                                                                   | 4 – 0                                                                     | Costa Rica                                                                | Amichevole                                                                | -                                                                         | 88’                                                                       |
| 8-10-2011                                                                 | San José                                                                  | Costa Rica                                                                | 0 – 1                                                                     | Brasile                                                                   | Amichevole                                                                | -                                                                         | 63’                                                                       |
| 12-11-2011                                                                | Panama                                                                    | Panama                                                                    | 2 – 0                                                                     | Costa Rica                                                                | Amichevole                                                                | -                                                                         |                                                                           |
| 15-11-2011                                                                | San José                                                                  | Costa Rica                                                                | 2 – 2                                                                     | Spagna                                                                    | Amichevole                                                                | -                                                                         | 66’                                                                       |
| Totale                                                                    |                                                                           | Presenze                                                                  | 27                                                                        |                                                                           | Reti                                                                      | 6                                                                         |                                                                           |

## Palmarès

### Competizioni nazionali
- Campionato russo: 1

Lokomotiv Mosca: 2004
- Supercoppa di Russia: 1

Lokomotiv Mosca: 2005
- Coppa d'Azerbaigian: 1

FK Baku: 2011-2012

### Competizioni internazionali
- Coppa dei Campioni della CSI: 1

Lokomotiv Mosca: 2005